# Ла-Карлота (Іспанія)
Ла-Карлота (ісп. La Carlota) — муніципалітет в Іспанії, у складі автономної спільноти Андалусія, у провінції Кордова. Населення — 13 469 осіб (2010).
Муніципалітет розташований на відстані близько 320 км на південь від Мадрида, 27 км на південний захід від Кордови.
На території муніципалітету розташовані такі населені пункти: (дані про населення за 2010 рік)
- Лос-Альгарбес: 451 особа
- Ель-Арресіфе: 1609 осіб
- Ла-Карлота: 7097 осіб
- Чика-Карлота: 545 осіб
- Фуенкуб'єрта: 362 особи
- Ель-Гарабато: 239 осіб
- Монте-Альто: 887 осіб
- Ла-Пас: 691 особа
- Лас-Пінедас: 262 особи
- Кінтана: 546 осіб
- Ель-Рінконсільйо: 780 осіб

## Демографія
Динаміка населення (INE ):

## Галерея зображень

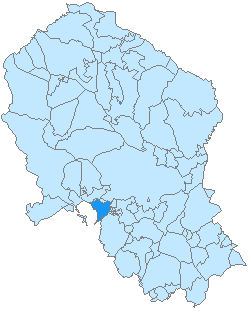
Розташування муніципалітету у провінції Кордова